# Ondavské Matiašovce
Ondavské Matiašovce és un poble i municipi d'Eslovàquia. Es troba a la regió de Prešov, al nord del país.

## Història
La primera referència escrita de la vila data del 1363.

## Demografia
| Godina             | 1994 | 2004   | 2014   | 2024   |
| ------------------ | ---- | ------ | ------ | ------ |
| Nombre de persones | 753  | 811    | 825    | 803    |
| Diferència         |      | +7,70% | +1,72% | −2,66% |

| Godina             | 2023 | 2024   |
| ------------------ | ---- | ------ |
| Nombre de persones | 799  | 803    |
| Diferència         |      | +0,50% |